# Шатонеф де Верну
Шатонеф де Верну (фр. Châteauneuf-de-Vernoux) насеље је и општина у источној Француској у региону Рона-Алпи, у департману Ардеш која припада префектури Турнон сир Рон.
По подацима из 2011. године у општини је живело 201 становника, а густина насељености је износила 33,11 становника/km². Општина се простире на површини од 6,07 km². Налази се на средњој надморској висини од 600 метара (максималној 949 m, а минималној 555 m).

## Демографија
| 1962. | 1968. | 1975. | 1982. | 1990. | 1999. | 2011. |
| ----- | ----- | ----- | ----- | ----- | ----- | ----- |
| 209   | 227   | 170   | 188   | 198   | 188   | 201   |

График промене броја становника у току последњих година